# Gimpo
Gimpo (김포) este un oraș din provincia Gyeonggi-do, Coreea de Sud. Se învecinează cu orașul Incheon.